# Маккензи, Кеннет, 4-й граф Сифорт
Кеннет Маккензи, 4-й граф Сифорт (англ. Kenneth Mackenzie, 4rd Earl of Seaforth; крещен 8 декабря 1661 — январь 1701) — шотландский пэр и якобит, известным как лорд Маккензи из Кинтайла с 1661 по 1678 год.

## Биография
Был крещен 8 декабря 1661 года. Старший сын Кеннета Маккензи, 3-го графа Сифорта (1635—1678), и его жены Изабель Маккензи. В 1686 году он был приведен к присяге в Тайном совете Шотландии, а 1687 году стал рыцарем-основателем Ордена Чертополоха.
В декабре 1678 года после смерти своего отца Кеннет Маккензи унаследовал титулы 4-го графа Сифорта, 5-го лорда Маккензи из Кинтайла и 16-го главы клана Маккензи.
После Славной революции 1688 года граф Сифорт последовал за изгнанным королем Яковом II (VII) Стюартом во Францию, а затем в Ирландию, где он присутствовал при осаде Дерри. За свою роль в поддержке свергнутого короля Якова в Ирландии, он получил от Якова II в 1690 году титул 1-го маркиза Сифорта (в якобитском пэре с дополнительным титулами графа, виконта и барона Фортроуза) и был послан возглавить восстание в Шотландии. Вскоре он был схвачен и заключен в тюрьму. Он был освобожден в 1697 году и умер в Париже в январе 1701 года.
После битвы при Килликранки и смерти Джона Грэма, 1-го виконта Данди, Яков II Стюарт в письме 30 ноября 1689 года из Дублинского замка полковнику Кэннону обещал послать к нему графа Сифорта, чтобы он «возглавил своих друзей и последователей». Некоторое время принадлежавший ему замок Брахан находился под гарнизоном Хью Маккея. После того, как генерал Томас Бьюкен принял командование якобитскими силами, граф Сифорт приготовился присоединиться к нему с отрядом северных кланов, но, узнав о поражении Бьюкена при Кромдейле 1 мая 1690 года, он послал двоих из своего клана, чтобы договориться об условиях с центральным правительством .
Он подтвердил, что взял в руки оружие просто для приличия и никогда не имел никакого реального намерения присоединиться к Томасу Бьюкену. Он также предложил гарантию своего мирного поведения в будущем, но Хью Маккей ответил, что его не устроит никакая другая гарантия, кроме выдачи его человека. После этого он согласился сдаться и содержаться в заключении в Инвернессе, оговорив только, что его следует схватить на месте с демонстрацией силы, чтобы скрыть от клана его добровольное подчинение. Однако, когда группу послали за ним, он передумал и разочаровал их, сославшись на то, что его хрупкое здоровье пострадает от тюремного заключения. Вслед за этим Хью Маккей решил относиться к его вассалам «с строгостью военной казни»; но, желая ради них избежать крайностей, он приказал послать информацию о своих намерениях графу Сифорту, который после этого сдался и был заключен в замке Инвернесс. По ордеру Тайного совета 7 октября 1690 года он был доставлен в Эдинбург и заключен в тюрьму в замке. Его родственник Джордж Маккензи, виконт Тарбат, 1-й граф Кромарти, сделал резкие заявления лорду Мелвиллу против неразумности его заключения, но он оставался в заключении до 7 января 1692 года, когда ему было разрешено освободиться в пределах десяти миль от Эдинбурга. 7 мая он был задержан в Пенкейтленде и заключен в замок Инвернесс и не был окончательно освобожден до 1 марта 1697 года. После этого он отправился во Францию и скончался в Париже в январе 1701 года.

## Семья
В 1680 году граф Сифорт женился на леди Фрэнсис Герберт (1659 — 18 декабря 1732), второй дочери Уильяма Герберта, 1-го маркиза Поуиса, и леди Элизабет Сомерсет. У них было трое детей:
- Достопочтенный Уильям Маккензи, затем 5-й граф Сифорт (ум. 8 января 1740), преемник отца
- Полковник Достопочтенный Александр Маккензи, женат на Элизабет Паттерсон, дочери преподобного Джона Паттерсона, епископа Росса.
- Леди Мэри Маккензи (ум. 3 апреля 1740), 1-й муж с 1712 года Джон Кэрилл из Хартинга, 2-й муж с 1725 года Фрэнсис Семпилл (1708—1748).